# Xavier Buff
Xavier Buff (nacido el 16 de diciembre de 1971) es un matemático francés, especializado en sistemas dinámicos.
Buff obtuvo en 1996 su doctorado (promoción) en la Universidad de París-Sur bajo la dirección de Adrien Douady con la tesis Points fixe de renormalisation. Como investigador postdoctoral, en el año académico 1997-1998 fue profesor adjunto HC Wang en la Universidad de Cornell. En la Universidad Paul Sabatier (Université Toulouse III) se convirtió en 1998 en maître de conférences, logró en 2006 su habilitación con la tesis de habilitación Disques de Siegel et ensembles de Julia d'aire estricto positivo, y en 2008 se convirtió en profesor titular.
En 2010 fue ponente invitado en el Congreso Internacional de Matemáticos en Hyderabad y dio una charla Conjuntos Julia cuadráticos con área positiva basada en el trabajo conjunto con Arnaud Chéritat. En 2006, Buff y Chéritat recibieron el Premio Leconte de la Academia Francesa de Ciencias por su trabajo colaborativo sobre conjuntos de Julia con masa positiva; demostraron la existencia de polinomios cuadráticos que tienen medida de Lebesgue positiva. En 2008, Buff, Chéritat y Pascale Roesch recibieron una beca para Jóvenes Investigadores de la Agence Nationale de la Recherche. En 2009, Buff se convirtió en miembro del Instituto Universitario de Francia.

## Publicaciones seleccionadas
- with A. Chéritat: Quadratic Julia sets with positive area, Annals of Mathematics, vol. 176, 2012, pp. 673–746
- with A. Chéritat: A new proof of a conjecture of Yoccoz, Annales de l’institut Fourier, vol. 61, 2011, pp. 319–350
- with A. Chéritat: The Brjuno function continuously estimates the size of quadratic Siegel disks, Annals of Mathematics, vol. 164, 2006, pp. 265–312
- with A. Chéritat: Upper Bound for the Size of Quadratic Siegel Disks, Inventiones Mathematicae, vol. 156, 2004, pp. 1–24 doi 10.1007/s00222-003-0331-6
- with C. Henriksen: Julia sets in parameter spaces, Communications in Mathematical Physics, vol. 220, 2001, pp. 333–375 doi 10.1007/PL00005568
- with A. Chéritat: Ensembles de Julia quadratiques de mesure de Lebesgue strictement positive, C. R. Acad. Sci. Paris, vol. 341, 2005, pp. 669–674 doi 10.1016/j.crma.2005.10.001
- with Leila Schneps, Jérôme Fehrenbach, Pierre Lochak, Pierre Vogel: Moduli Spaces of Curves, Mapping Class Groups and Field Theory, AMS and SMF 2003